# Egon Günther
Egon Günther (Schneeberg, Szászország, 1927. március 30. – Potsdam, 2017. augusztus 31.) német filmrendező, forgatókönyvíró.

## Filmjei
Filmrendezőként és forgatókönyvíróként
- Das Kleid (1961, társrendező)
- Lót felesége (Lots Weib) (1965)
- Búcsúzás (Abschied) (1968)
- Junge Frau von 1914 (1970, tv-film)
- Anlauf (1971, tv-film)
- A harmadik (Der Dritte) (1972)
- Die Schlüssel (1972)
- Erziehung vor Verdun. Der große Krieg der weißen Männer (1973)
- Lotte Weimarban (Lotte in Weimar) (1975)
- Az ifjú Werher szenvedései (Die Leiden des jungen Werthers) (1976)
- Weimar, du Wunderbare (1979, tv-dokumentumfilm)
- Exil (1981, tv-filmsorozat, hét epizód)
- Euch darf ich's wohl gestehen (1982, tv-film)
- Morenga (1985)
- Heimatmuseum (1988, tv-filmsorozat, három epizód)
- Rosamunde (1990)
- Wenn du groß bist, lieber Adam (1990)
- Stein (1991)
- Lenz (1992, tv-film)
- Danny und Britta (1997)
- Die Braut (1999)
- Else - Geschichte einer leidenschaftlichen Frau (1999, tv-film)
- Bronnen - Was für ein chaotisches Leben (2002, tv-dokumentumfilm)

Filmrendezőként
- Ursula (1978, tv-film)
- Die Krimistunde (1983, tv-sorozat, két epizód)
- Hanna von acht bis acht (1983, tv-film)
- Mamas Geburtstag (1985, tv-film)
- Die letzte Rolle (1986, tv-film)
- Das 7. Jahr – Ansichten zur Lage der Nation (1997, tv-dokumentumfilm, a "Warum bist Du eigentlich nicht abgehauen?" rész)
- Deutsche Lebensläufe (2002, tv-dokumentumfilm-sorozat, egy epizód)

Forgatókönyvíróként
- Das Stacheltier - Das Wiedersehen (1953, rövidfilm)
- Der Fremde (1961)
- Ärzte (1961)
- Most és halálom óráján (Jetzt und in der Stunde meines Todes) (1963)
- Alaskafüchse (1964)
- Gyilkosok szabadságon (Ubica na odsustvu) (1965)
- A vadölő (Chingachgook, die grosse Schlange) (1967)
- Der wunderbare Schatz (1973, tv-film)

Színészként
- Szigorúan titkos (For Eyes Only) (1963)
- Megfagyott villámok (Die gefrorenen Blitze) (1967
- Erziehung vor Verdun. Der große Krieg der weißen Männer (1973)
- Az ifjú Werher szenvedései (Die Leiden des jungen Werthers) (1976)
- A szőke indián (Blauvogel) (1979)
- Euch darf ich's wohl gestehen (1982, tv-film)

## Díjai
- FIPRESCI-díj (1990, Berlini Nemzetközi Filmfesztivál, a Wenn du groß bist, lieber Adam című filmért)
- Interfilm-díj (1990, Berlini Nemzetközi Filmfesztivál, a Wenn du groß bist, lieber Adam című filmért)
- Adolf Grimme-díj (1992, a Lenz című tv-filmért Jörg Schüttauf, Christian Kuchenbuch, Hans-Otto Reintsch színészekkel)
- Deutscher Filmpreis (1999)

Jelölései
- Arany Pálma (1975, Cannes-i Nemzetközi Filmfesztivál, Lotte Weimarban (Lotte in Weimar))
- Arany Medve (1985, Berlini Nemzetközi Filmfesztivál, Morenga)